# Hyoryeong-myeon
Hyoryeong-myeon (koreanska: 효령면) är en socken  i kommunen Gunwi-gun i provinsen Norra Gyeongsang, i den centrala delen av Sydkorea, 220 km sydost om huvudstaden Seoul.